# Blackwood (New Jersey)
Pour les articles homonymes, voir Blackwood.
Blackwood est une localité du Comté de Camden dans le New Jersey.
Sa population était de 4 545 habitants en 2010.
La localité, initialement appelée Blackwoodtown, a été fondée vers 1750 par un écossais, John Blackwood.